# O (アルバム)
O（オー）は、パフォーマンスユニット円神の1作目となるオリジナルアルバムである。2022年9月7日にnonagon recordsから発売。

## 概要
円神2周年記念ライブ「Anniversary LIVE ～Second CIRCLE～」にて発表され、結成2周年で初のアルバム発売となった。
雑誌や記事ではアルファベットの「O」で記載されるが、実際の表記は円(丸)であり、円神の「円」や数学で用いられる「原点O」がモチーフとなっている。
今まで発売されているシングル曲を含め初回限定盤は11曲、通常盤は10曲が収録され、新曲は4曲である。
初回限定盤は64ページのフォトブックが付属されている。また、デビューステージ「nonagon~始まりの音～」で披露された「スマイル」が収録され、これにより当アルバムの発売日までに、円神が主催した舞台で披露され、歌詞が含まれる楽曲が全てCD化された。
楽曲は通常盤収録曲に限り、発売前日の9月6日に先行配信されている。

## 収録曲
1. Perfect Circle(4:08)
作詞：西野蒟蒻 / 作曲：YCM , 大石捷人 / 編曲：大久保薫
  - 読売テレビ「ダウンタウンDX」9-10月エンディングテーマ[6]。
  - 2022年8月12日に楽曲先行配信、8月21日にミュージックビデオ公開。
2. We are ENJIN(4:20)
作詞：円神 , 西野蒟蒻 / 作曲：YCM / 編曲：永井正道
  - 2022年6月15日の2周年ライブ「Anniversary LIVE ～Second CIRCLE～」で初披露、同日配信シングルとしてリリース。
3. Peace Summer(2:58)
作詞：IE-MON / 作曲：Chris Wahle , Kentaro , Ryo Ito / 編曲：Kentaro , The Answer
  - 2nd両A面シングル表題曲。
  - 「夜バケット」（日本テレビ）2021年7月エンディングテーマ[7]。
4. Overheeeeeeeeeat(4:24)
作詞・作曲・編曲：YASUHIRO（康寛）
  - 振り付けをメンバーの瀧澤翼と山田恭が担当。
5. Far away(3:55)
作詞：岡嶋かな多 / 作曲：永野小織 , Ayagon , 深谷天佑 , Sorato
  - 3rdシングル表題曲。
6. Say Your Name(3:38)
作詞・作曲：tenyu fukaya, Kenichi Anraku, 阿部広太郎, Ryo Ito / 編曲：tenyu fukaya
  - 1st両A面シングル表題曲。
  - プラチナイト 木曜ドラマF「江戸モアゼル～令和で恋、いたしんす。～」（読売テレビ）主題歌[8]。
7. Highway In Blue(3:05)
作詞：Funk Uchino / 作曲：Funk Uchino , Toshiya Hosokawa , SHILLY TEMBA , Girl / 編曲：Funk Uchino , Toshiya Hosokawa , SHILLY TEMBA
8. TREASURE(3:27)
作詞・作曲：Jay Hong , U-KIRIN , AKIRA SENGU / 編曲：U-KIRIN
  - 2nd両A面シングル表題曲。
9. YOU(4:06)
作詞：西野蒟蒻 / 作曲：YCM , 佐野仁美 / 編曲：YCM , 中村純一
10. ENJIN(3:30)
作詞：阿部広太郎 , Ryo Ito / 作曲：Andreas Carlsson , Erik Lidbom / 編曲：Erik Lidbom for Hitfire Production
  - デビュー曲であり、2020年12月5日配信開始。1st両A面シングル表題曲。
  - 円神Debut Stage「nonagon~始まりの音~」メインテーマ曲
11. スマイル (Album version)(2:00)※初回限定盤のみ収録
作詞・作曲：安楽謙一 , TomoLow , 西川智也 , Yukurino , Ryo Ito / 編曲：YCM
  - 円神Debut Stage「nonagon~始まりの音~」劇中歌[5]。